# SN 2003cr
SN 2003cr – supernowa typu Ic? odkryta 31 marca 2003 roku w galaktyce UGC 9639. W momencie odkrycia miała maksymalną jasność 17,70m.